# Askesyge
Askesyge eller Asketoptørre er en plantesygdom, som angriber og dræber asketræer. Sygdommen spredes meget hastigt, og der kendes ikke nogen virksom kur mod den. Sygdommen skyldes efter alt at dømme en svampeinfektion, som angriber asketræer, mens de er i skudstrækning med nydannede blade.
Mange angrebne træer er fældet, men det er ikke altid nødvendigt, da ældre, veletablerede træer normalt kan godt overleve sygdommen. Deres skud visner, men de er ofte i stand til at regenerere og sætte nye skud året efter. Træerne bliver dog ikke raske, men vil vedvarende blive udsat for nye angreb.

## Skadegører
På grundlag af skadede træer i Polen, hvor sygdommen først blev konstateret, menes svampen at være bestemt, og det videnskabelige navn for svampens anamorfe stadium er Chalara fraxinea.

## Spredning
Sygdommen kan spores tilbage til 1996, hvor tilbagegangen af ask har været et udbredt problem for skovsundheden i Polen og Litauen. I Litauen er over 30.000 ha skov påvirket. I visse områder er omkring 1/3 af aske-bevoksningerne døde, mens kun 2% er sygdomsfrie. Sygdommen findes allerede i Danmark, og har også her haft så betydelige konsekvenser.